# Мария Чакърова
Мария Чакърова-Бачева е българска тенисистка, състезателка за Фед Къп, печели първата победа за България срещу представителката на Канада Вики Бернер.
Тя е десеткратна републиканска шампионка по тенис, рекордьорка по брой спечелени титли.
През 1968 г. участва на Откритото първенство на Франция по тенис, където достига до втори кръг.
Майка и треньор на тенисистите Любомира Бачева и Теодор Бачев.